# Klasyczna definicja śmierci
Klasyczna definicja śmierci, krążeniowa definicja śmierci – jedna z definicji śmierci, utożsamiająca śmierć z definitywnym zaprzestaniem pracy układu krążenia.
W dzisiejszej medycynie, kiedy śmierć jest procesem zdysocjowanym w czasie, konieczne staje się określenie, od kiedy uznaje się człowieka za zmarłego. Stosuje się tutaj różne kryteria, a jedno z nich uznaje, że dana osoba zmarła, kiedy nastąpiło nieodwracalne zaprzestanie czynności układu krążenia. Kryterium to zwraca uwagę na czynności układu sercowo-naczyniowego jako krytyczną dla życia.
W przeszłości uważano, że śmierć następuje wtedy, gdy serce przestaje bić. Zrównywano śmierć z permanentnym i nieodwracalnym ustaniem krążenia lub oddychania. Jako kryteria śmierci podawano brak oddechu, brak akcji serca, wymieniano też bezwzględnie pewne objawy śmierci, jak plamy opadowe. W sytuacjach wątpliwych zalecano choćby próbę lakową.
Obecnie diagnozowanie śmierci polega w większości przypadków właśnie na stwierdzeniu definitywnego ustania krążenia.
Dobre kryterium śmierci powinno być selektywne i nieodwracalne. W latach sześćdziesiątych XX wieku okazało się, że ustanie krążenia nie spełnia żadnej z tych przesłanek: zgodnie z klasyczną definicją śmierci człowiek po utracie świadomości, który nie oddycha, a jego serce nie bije, jest martwy. Jednakże rozwój medycyny, zwłaszcza zaś resuscytacja krążeniowo-oddechowa, pozwolił na odwrócenie tego stanu w niektórych sytuacjach. W efekcie nieprzytomnego człowieka, który nie oddycha i nie wykazuje oznak krążenia, nie można na tej tylko podstawie uznać za zmarłego. Z drugiej strony można przez długi czas sztucznie podtrzymywać funkcje życiowe pacjenta. Osoba przygotowywana na dawcę narządów, której mózg umarł i która nigdy nie wróci do stanu, w którym mogłaby samodzielnie żyć, a której tkanki żyją jedynie dzięki respiratorowi i innej aparaturze medycznej, jest zgodnie z definicją krążeniową żywa. Zachowane krążenie jest warunkiem koniecznym, by dana osoba mogła zostać dawcą ex mortuo. W przypadku pobrania rogówki czy kości wystarczy wykonać sekcję zwłok szybciej, zwykle 12 godzin po stwierdzeniu zgonu. W przypadku innych narządów postępowanie takie nie jest możliwe.
Problemy te doprowadziły do powstania nowych definicji śmierci, opierających się o śmierć mózgu.